# Société d'histoire et d'archéologie de Genève
Pour les articles homonymes, voir SHAG.
La Société d'histoire et d'archéologie de Genève (SHAG) a été fondée à Genève le 2 mars 1838.

## Historique

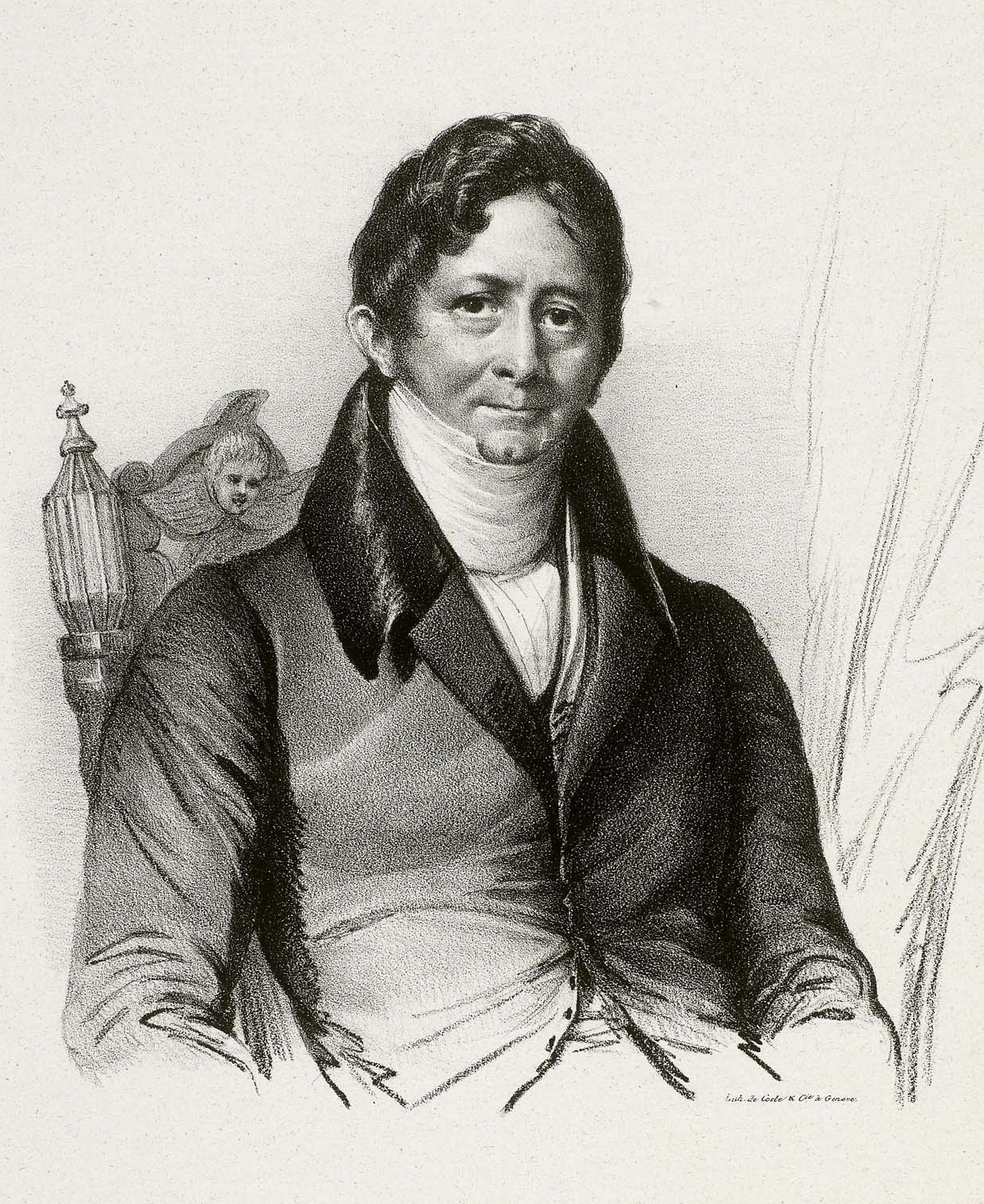
Portrait d’Henri Boissier.

### Création
La Société d'histoire et d'archéologie de Genève est une société savante. Elle a été fondée à Genève le 2 mars 1838 par une quinzaine de personnes réunies autour d’Henri Boissier, professeur de littérature et d'archéologie et ancien recteur de l'Académie de Genève. Le comité est constitué d’Henri Boissier (président), Guillaume Favre Bertrand et Frédéric Soret. Son but est selon ses statuts : « l'étude des sciences historiques et archéologiques en général », ce qui comprend toutes les périodes de l'histoire, de la préhistoire à l'époque contemporaine. Les moyens sont pour l'essentiel l’organisation de conférences et l’édition de publications.
D’autres sociétés naissent à cette époque « marquée par un important essor économique et culturel » (la Société de Lecture en 1818, la Société d'histoire de la Suisse romande en 1937, la Société suisse d'histoire en 1941). Le canton de Genève a été créé en 1815, seulement une vingtaine d’années auparavant, et depuis la Restauration le pouvoir bourgeois est toujours plus contesté. Dans ce contexte la fondation de cette association bourgeoise est vue un siècle plus tard comme « une forme du patriotisme qui a nom la culture historique »,. Lors du 150e anniversaire, le président Marc Neuenschwander remarque que « pour une certaine catégorie de la population, il s'agissait de conserver la mémoire de la petite République protestante et indépendante qui avait tant fait parler d’elle au cours des deux siècles précédents ». Pour Matthieu de la Corbière (vice-président, en 2013, lors du 175e anniversaire), cette société a été lancée « dans un contexte européen de redécouverte d'un passé menacé. (…) On construit beaucoup à cette époque à Genève, même si la cité reste enserrées dans ces murs. Ce sont les années de Corraterie, du Crédit lyonnais et du quartier des Bergues. Autant dire que l'on détruit, au risque de perdre la mémoire ». 

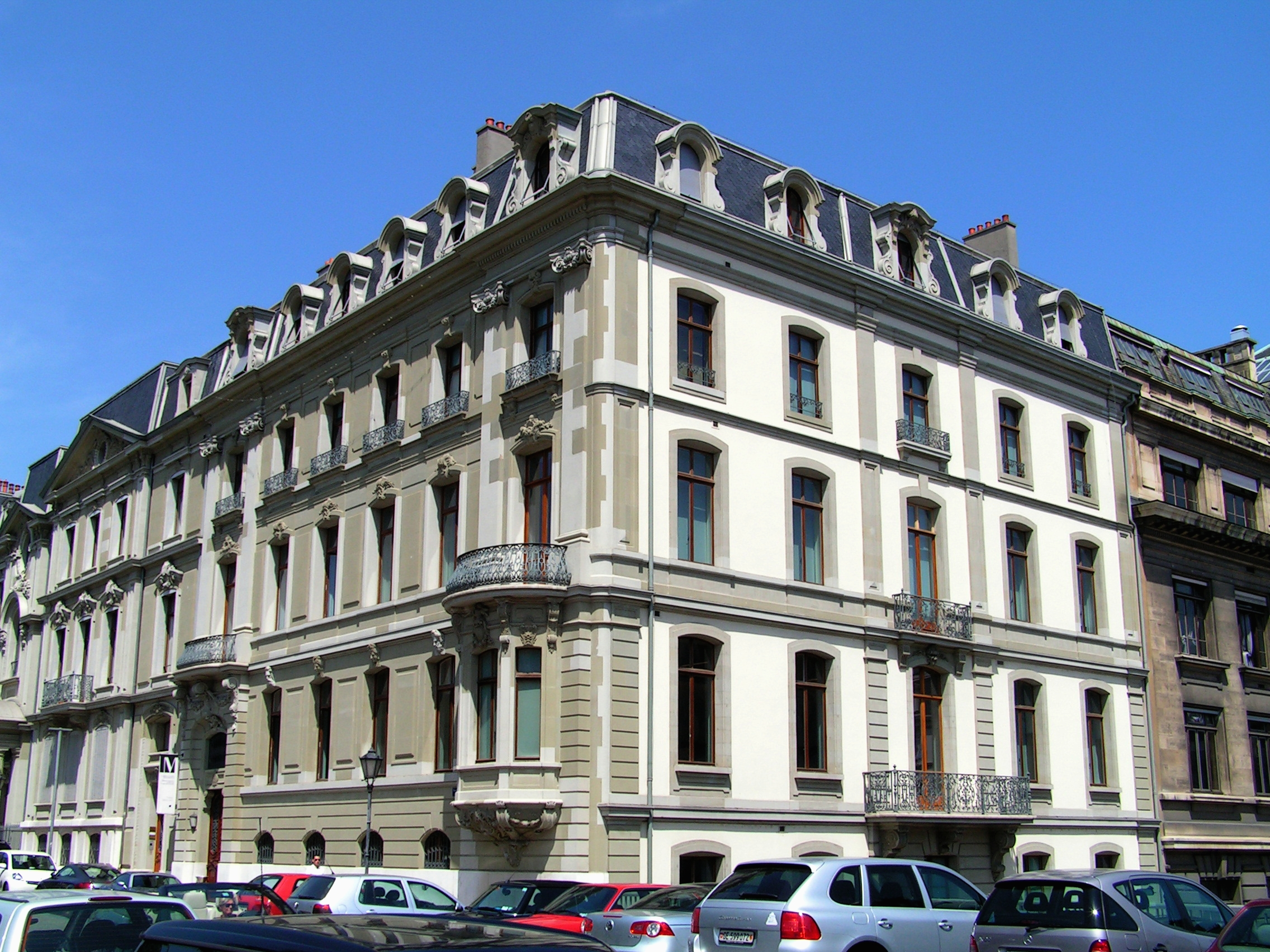
La Société se trouve à l’hôtel Diodati-Plantamour de 1928 à 1947.

### Locaux
La Société n’a pas de locaux jusqu’en 1859. Elle s’installe alors au « Casino de Saint-Pierre » (3 rue de l'Évêché) et possède dès lors une bibliothèque, déplacée en 1964 dans une plus grande salle, au rez-de-chaussée du même bâtiment. En septembre 1894, la Société déménage au 1 rue de l'Évêché. Elle occupera ensuite de 1910 à 1928 un local au 12 rue Calvin puis de 1928 à 1947 un salon de l'« Hôtel Plantamour » à la Promenade du Pin. Dès 1947 elle se trouve au rez-de-chaussée de la Bibliothèque de Genève.

### Bibliothèque
La bibliothèque de la Société a débuté avec quelques périodiques reçus d’associations aux buts analogues, en échange des Mémoires dès 1840. Dès qu’elle a ses propres locaux, les collections de la Société s'accroissent grâce à des dons (provenant d’Adolphe Butini en 1862, du conseiller d'État De Roches-Lombard en 1864, d’Auguste Serre-Faizan en 1872, de François Thérémin en 1883) et à quelques achats (Édouard Mallet en 1864), si bien que le catalogue compte plus de 3 200 titres en 1887. En 1900, la Société reçoit la collection de brochures genevoises des 18e et 19e siècles constituée par Moïse Pâris, puis des dons provenant de Burkhard Reber en 1926 et Émile Rivoire en 1948.
Face au manque de place récurrent, la Société donne partie de ses ouvrages à la Bibliothèque publique, en 1842, 1846 et 1855 notamment. À l’occasion du déménagement de 1894, des collections de revues sont données. Il est décidé en 1907 que seuls sont conservés les manuscrits, ouvrages et périodiques relatifs à l'histoire de Genève, de la Suisse, de la Savoie, du Piémont et du département de l'Ain. Des documents de sociétés de différents pays européens, de la Russie et des États-Unis sont alors donnés à la Bibliothèque publique (2 220 volumes et 600 fascicules). En 1947, nouveaux dons aux Archives d’État et à la Bibliothèque publique (1 200 volumes).
Entre 1989 et 2001, la Société dépose sa bibliothèque aux Archives de la ville de Genève, puis la donne finalement en 2001 à l'université, pour le Département d'histoire générale de la Faculté des lettres, sauf quelques collections qui vont à la Bibliothèque de Genève. Elle représentait alors environ 10 000 documents. Concrètement, la bibliothèque de la SHAG est déposée au Dépôt des bibliothèques universitaires du Seujet (DBU), où les documents peuvent uniquement être consultés sur place, pas de prêt ni de photocopies.
La Société a eu des relations avec pas moins de 124 sociétés durant ses 50 premières années. Elle échange ses publications avec 182 sociétés en 2013, essentiellement en Europe mais aussi en Afrique du Nord et aux États-Unis.

### Publications
La Société publie dès 1840 les Mémoires et documents publiés par la Société d'histoire et d'archéologie de Genève (MDG) : des comptes-rendus des séances, des communications et des travaux originaux. Ce bulletin est divisé plus tard en trois publications, en créant le Bulletin de la Société d'histoire et d'archéologie de Genève en 1888 et les Mémoriaux en 1891.
En 2013, la Société décide de mettre en ligne les tables des matières de l’ensemble des volumes du Bulletin qui fête ses 125 ans d’existence. Les articles scientifiques sont aussi mis en ligne, à partir de l’année 2010.

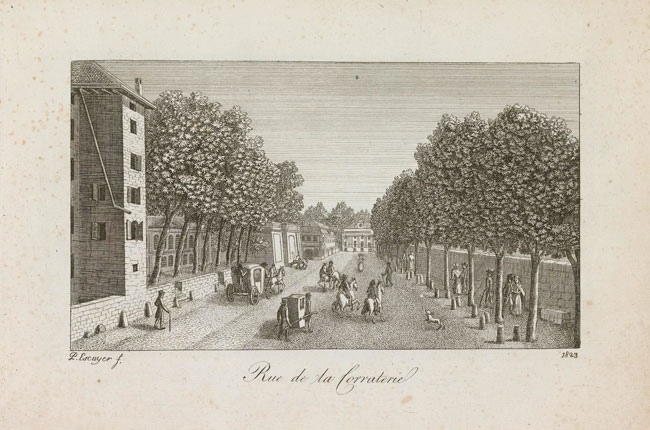
La Tour Thélusson à la Corraterie en 1823 (à gauche).

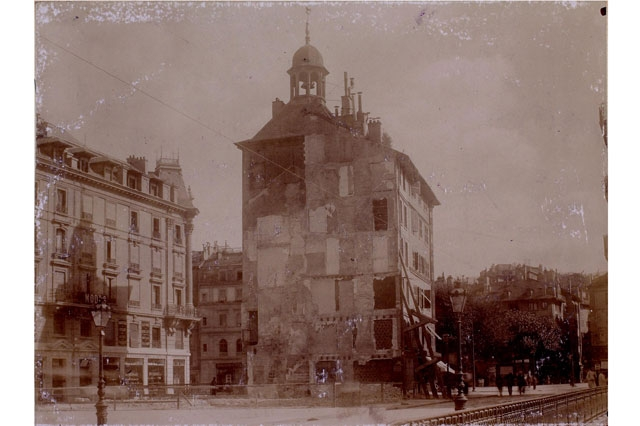
La Tour de l’Île en 1896.

### Évolution
Jusque vers 1950, la Société s’engage dans la sauvegarde du patrimoine. Elle tente de sauvegarder des bâtiments ; c'est un échec dans le cas de la Tour Maîtresse en 1864, et encore pour la Tour Thélusson à la Corraterie en 1903. La Tour Thélusson représentait le dernier vestige de l’enceinte dite Marcossay et des fresques gothiques s'y trouvaient ; renommée « Tour de l’Escalade » à l’occasion des festivités du 300e anniversaire en 1902, une pétition signée par 3 500 personnes et les protestations de plusieurs sociétés n’ont pas empêché sa destruction. Une réussite notable est la conservation de la Tour de l'Île en 1898. Dans d’autres situations, la Société documente avant démolition (par exemple l'ancien palais épiscopal dans les années 1840).
Dans cette société très masculine, la première présidente a été élue en 1963 : Christiane Dunant, archéologue et conservatrice des antiquités au Musée d'art et d'histoire.
La Société compte 300 membres en 1963, 950 en 1979, 543 en 1988, 300 en 2013,.
Une exposition est réalisée à l’occasion de 175e anniversaire de la Société en 2013, aux Archives d'État de Genève, : 230 objets sont présentés dans une vingtaine de vitrines.
Selon les statuts du 15 mai 2017, la Société a pour but « l’étude de l’ensemble des sciences historiques (et en particulier) de l’archéologie, de l’histoire diplomatique, ecclésiastique, économique, littéraire, politique et sociale de Genève. ».

## Fonds d'archives
- Fonds : Société d'histoire et d'archéologie (1838-2000) [8 mètres linéaires].  Cote : SHAG. Genève : Archives de la ville de Genève (présentation en ligne).